# Desembarque em Playa Caracoles

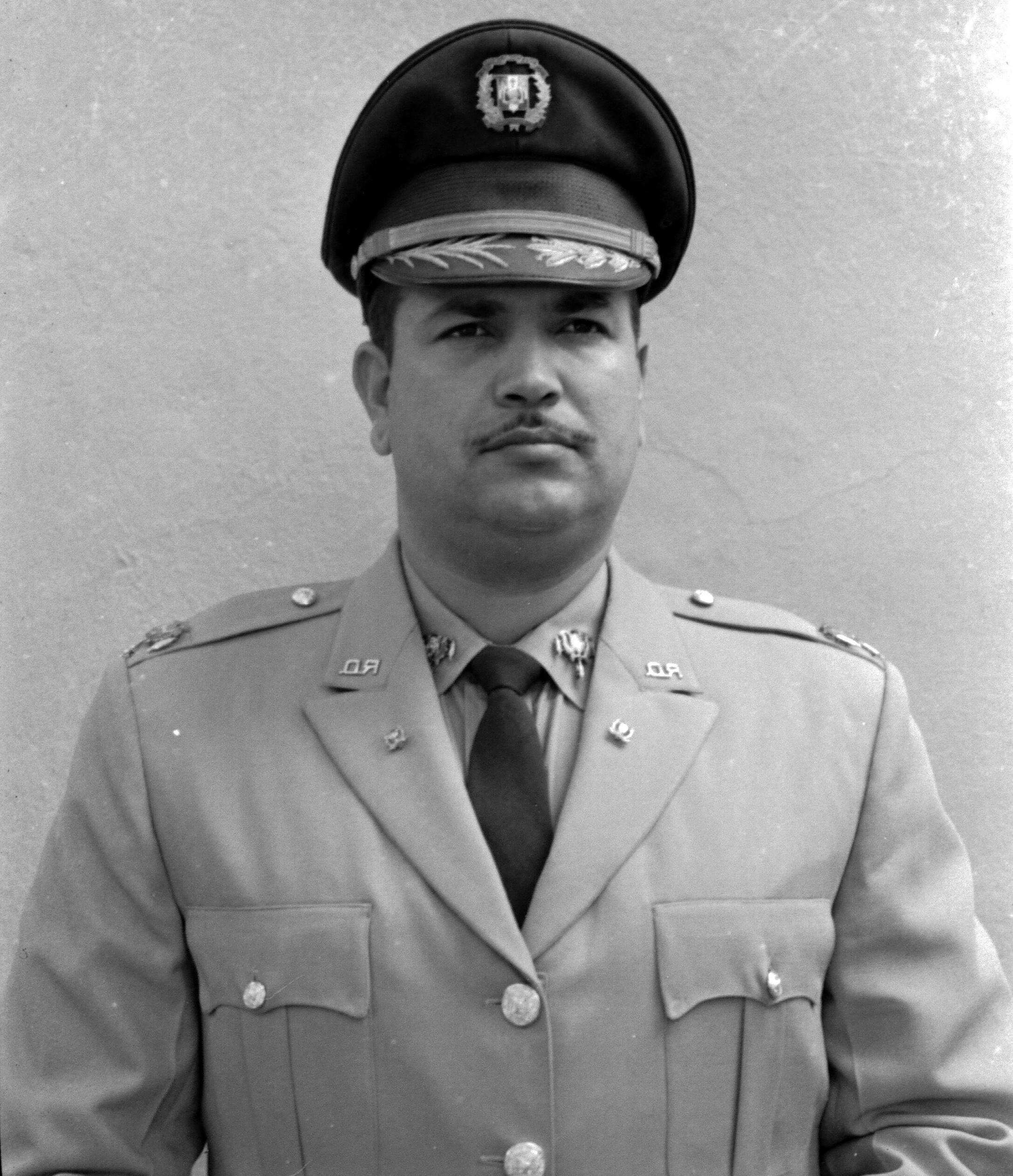
Imagem mostra o político e soldado Francisco Caamaño.

O desembarque em Playa Caracoles foi uma operação liderada pelo soldado e político dominicano Francisco Caamaño que ocorreu na noite de 2 de fevereiro de 1973 e cujo objetivo era iniciar uma frente de guerrilha contra o governo de Joaquín Balaguer na República Dominicana. Depois de se deslocar para a cordilheira central do país, o grupo de guerrilheiros foi gradualmente dizimado pelas forças militares. Em 16 de fevereiro, Caamaño e alguns de seus companheiros foram capturados e executados sumariamente.

## Antecedentes
O Coronel Francisco Alberto Caamaño atuou como líder na Guerra Civil Dominicana de 1965 cujo objetivo era devolver o presidente Juan Bosch ao poder, deposto em um golpe de Estado em 25 de setembro de 1963. Em 28 de abril de 1965 liderou a oposição à invasão militar dos Estados Unidos e mais tarde ocupou a presidência da República Dominicana entre 3 de maio e 3 de setembro.
Desapareceu em 23 de outubro de 1967 enquanto servia como adido militar em Londres, depois de visitar o coronel Lachapelle Díaz, adido militar da embaixada dominicana em Haia, Países Baixos, e não retornar. Caamaño viajou a Cuba para treinar e planejar desembarcar na República Dominicana com um grupo guerrilheiro que buscava derrubar o governo de Joaquín Balaguer.

## Desembarque
Na noite de 2 de fevereiro de 1973, Caamaño desembarcou da pequena embarcação Black Jak em Playa Caracoles, na baía de Ocoa da província de Azua, proveniente de Cuba e comandando oito guerrilheiros com o objetivo de iniciar uma frente de guerrilha contra o governo de Balaguer.
Antes de ser detectado pelas autoridades, o grupo enfrentou situações inesperadas, incluindo a perda de equipamentos e suprimentos, além do extravio de um dos integrantes do grupo, Toribio Peña Jáquez, que conseguiu chegar à capital, Santo Domingo, e contatar algumas pessoas relacionadas a Caamaño. A coluna foi reduzida a oito homens e avançou para a cordilheira central do país. Iniciaram manobras defensivas após serem detectados pelas autoridades militares; um de seus principais problemas para se consolidar foi a falta de alimentos.
Após alguns combates no qual seriam gradualmente dizimados, em 16 de fevereiro, Caamaño e alguns de seus companheiros foram capturados e executados sumariamente por ordem do presidente Balaguer. No mesmo dia, o secretário de Estado das Forças Armadas, contra-almirante Ramón Emilio Jiménez; o major-general Enríquez Pérez y Pérez e o brigadeiro Juan René Beauchamps Javier anunciaram a morte do coronel Caamaño e mostraram seu corpo a um pequeno grupo de jornalistas.
Dois dos guerrilheiros sobreviveram, Hamlet Hermann e Claudio Caamaño. O primeiro foi capturado e apresentado à imprensa, enquanto o segundo conseguiu escapar da perseguição, chegar a Santo Domingo e refugiar-se na embaixada mexicana. Entre 4 e 8 de junho de 1973, Claudio Caamaño ofereceu os detalhes da expedição em entrevista concedida na Cidade do México ao jornalista Juan Bolívar Díaz e publicada no periódico “Última Hora”.